# Borer
Pour les articles homonymes, voir Borer (homonymie).
Taxons concernés
Super-famille :
- Noctuoidea
- Pyraloidea

Famille :
- Crambidae
- Noctuidae
- Pyralidae

espèces :
- Borer de la canne à sucre (Chilo sacchariphagus)
- Borer blanc du riz (Maliarpha separatella)
- Borer du chou (Hellula undalis)
- Borer des tiges (Sesamia calamistis)modifier

Les borers (ou foreurs) désignent plusieurs espèces de lépidoptères ravageurs. Les anglophones nomment borer tous les insectes de la famille des Crambidae.